# Episodi di The Kingdom Hospital
La prima e unica stagione della serie televisiva Kingdom Hospital è stata trasmessa in prima visione negli Stati Uniti d'America su ABC dal 3 marzo al 15 luglio 2004.
In Italia è stata trasmessa in prima visione su Italia 1 dal 27 luglio al 16 agosto 2006.
| nº | Titolo originale              | Titolo italiano                   | Prima TV USA   | Prima TV Italia |
| -- | ----------------------------- | --------------------------------- | -------------- | --------------- |
| 1  | Thy Kingdom Come              | L'incidente/Incontri nella mente  | 3 marzo 2004   | 27 luglio 2006  |
| 2  | Death's Kingdom               | Scherzo del destino               | 10 marzo 2004  |                 |
| 3  | Goodbye Kiss                  | Bacio d'addio                     | 17 marzo 2004  |                 |
| 4  | The West Side of Midnight     | Un aiuto paranormale              | 24 marzo 2004  |                 |
| 5  | Hook's Kingdom                | Un nuovo mondo                    | 31 marzo 2004  |                 |
| 6  | The Young and the Headless    | L'uomo senza testa                | 8 aprile 2004  |                 |
| 7  | Black Noise                   | Disegni rivelatori                | 15 aprile 2004 |                 |
| 8  | Heartless                     | Senza cuore                       | 22 aprile 2004 |                 |
| 9  | Butterfingers                 | Intrappolato in un incubo         | 29 aprile 2004 |                 |
| 10 | The Passion of Reverend Jimmy | Il terzo giorno                   | 24 giugno 2004 |                 |
| 11 | Seizure the Day               | Un nuovo paziente                 | 1º luglio 2004 |                 |
| 12 | Shoulda Stood in Bed          | Prima della catastrofe            | 8 luglio 2004  |                 |
| 13 | Finale                        | Un nuovo amico / Fine del viaggio | 15 luglio 2004 |                 |

## L'incidente/Incontri nella mente
- Titolo originale: Ty Kingdom Come
- Diretto da: Craig R. Baxley
- Scritto da: Stephen King

### Trama
Peter Rickman viene ricoverato nell'ospedale e, mentre si trova in camera operatoria, inizia a scoprire che il Kingdom Hospital non è quello che sembra; il Dr. Stegman chiede al Dr. James, capo dello staff, di aiutarlo a liberasi della sig.ra Druse, una paziente ipocondriaca; un terremoto colpisce l'ospedale.